# Поспешный (фрегат, 1816)
«Поспе́шный» — 36-пушечный парусный фрегат русского флота.

## Постройка
Корабль был заложен 22 сентября (4 октября) 1815 года на Охтенской верфи в Санкт-Петербурге, спущен на воду 16 (28) августа 1816 года.

## Служба
«Поспешный» вошёл в состав Балтийского флота. Командиром корабля служил Григорий Платер.
В 1818 году фрегат в составе отряда М. И. Ратманова вышел из Кронштадта, прибыл в Англию и далее направился в Кадис, где был продан испанскому правительству.
Экипаж вместе с моряками с также проданного фрегата «Проворный» вернулся в Россию на линейном корабле «Юпитер».